# 龍城駅
龍城駅（リョンソンえき）は朝鮮民主主義人民共和国平壌直轄市龍城区域にある、朝鮮民主主義人民共和国鉄道省の駅である。

## 歴史
- 1927年11月1日：開業[1]。

## 隣の駅
朝鮮民主主義人民共和国鉄道省
龍城線
西浦駅 - 龍城駅 - セドン駅